# Niphargus stygius ssp. stygius
Niphargus stygius ssp. stygius је подврста животињске врсте Niphargus stygius, класе Crustacea, која припада реду Amphipoda. 

## Угроженост
Ова врста се сматра рањивом у погледу угрожености врсте од изумирања.

## Распрострањење
Врста је присутна у Италији и Словенији.

## Станиште
Станиште врсте су слатководна подручја.